# Oncinotis pontyi
Oncinotis pontyi är en oleanderväxtart som beskrevs av Marcel Marie Maurice Dubard. Oncinotis pontyi ingår i släktet Oncinotis och familjen oleanderväxter. Inga underarter finns listade i Catalogue of Life.